# Harrassage
Die Harrassage ist eine Sprungsage aus dem sächsischen Zschopautal. Heute schreibt man sie dem Ritter Diedrich von Harras zu.
Die folgende Fassung der Sage ist dem Sagenbuch des Königreiches Sachsen von Alfred Meiche entnommen. Die mündlich überlieferte Sage ist erstmals am 4. Juli 1801 im Chemnitzer Anzeiger veröffentlicht worden. Darin kamen Reiter und Pferd unverletzt ans Ufer. Theodor Körner, der 1810 seine berühmte Ballade Harras, der kühne Springer unter der Harraseiche sitzend verfasste, hat sicher diesen Artikel gekannt, dennoch schilderte er, dass das Ross in den Fluten ertrank. Seitdem wurde die Sage in zahlreichen Sagenbüchern erwähnt, sogar im Sagenbuch der Brüder Grimm. Zur Entstehung der Sage machte man sich schon oft Gedanken. In der eher langweiligen Hügellandschaft würden hohe und bizarre Felsen und tiefe Täler hervorstechen und zu kühnen Gedanken anregen. Man verknüpfte dies mit geschichtlichen Ereignissen und es entstanden eine Reihe von sogenannten Sprungsagen.

## Sage

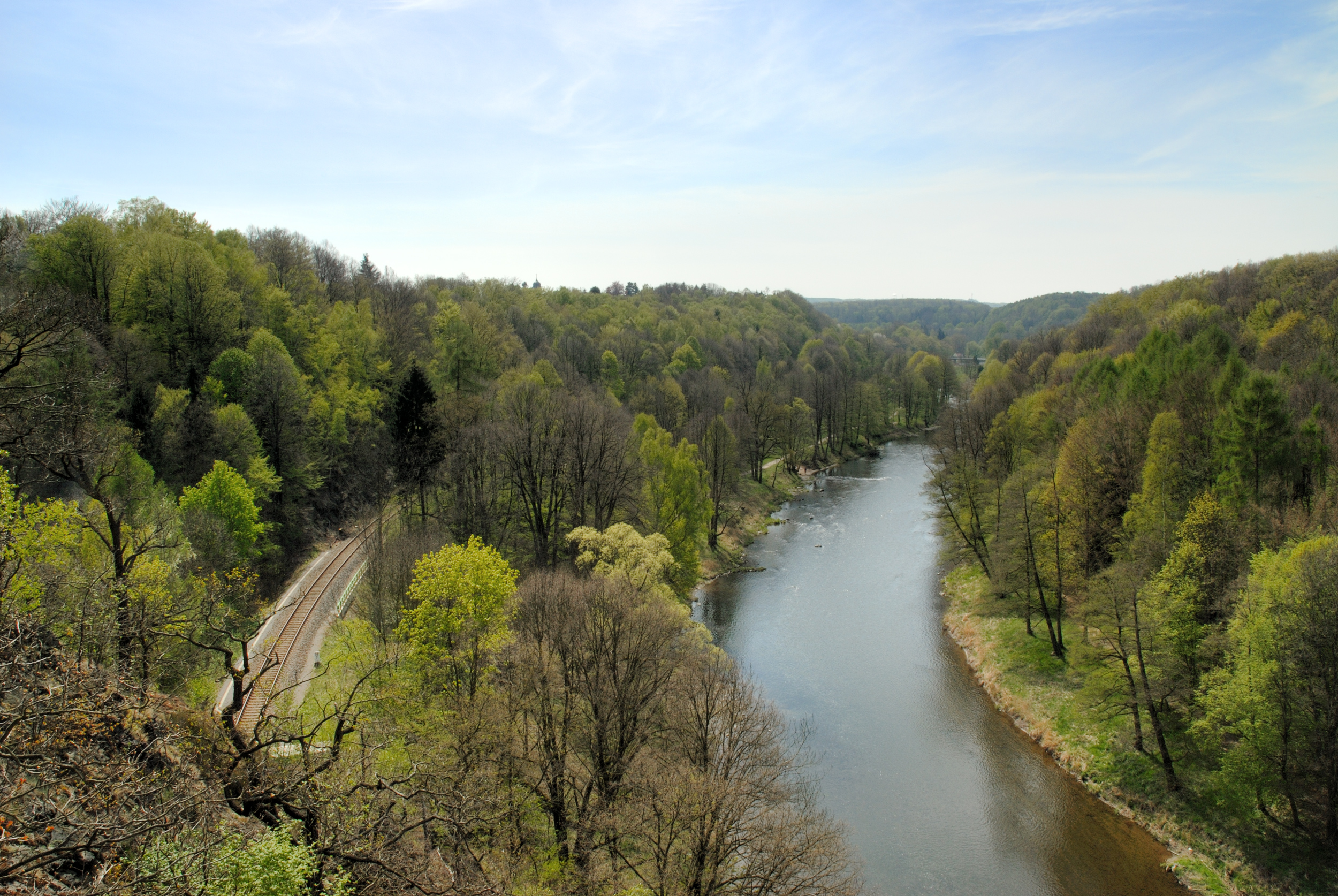
Blick vom Harrasfelsen auf die Zschopau, wenige Kilometer nördlich der Schellenburg und der Flöha-Mündung

Ritter Dietrich von Harras saß im 15. Jahrhundert auf Burg Lichtenwalde. Das gute Einvernehmen mit dem Besitzer der Schellenburg hatte durch irgendwelche Einflüsse Trübung erfahren, und Feindschaft zwischen beiden gebracht. Harras war unbeweibt, und er hatte sich in Luitgard, die schöne Tochter des Schellenbergers verliebt. Alle Versöhnungsversuche blieben umsonst. Die Feindschaft wurde größer.
Eines Tages brachte ein Knappe dem Ritter Götz die Botschaft, dass Harras in wenigen Stunden sich mit seinen Knappen nach der Flöhamündung begeben werde, um dort Besuch zu erwarten. Schnell war der Plan gefasst, den verhassten Gegner dort zu überwältigen. Götz begab sich zur Flöha und verbarg sich mit seinen Rittern im Walde. Groß war die Freude, als Harras arglos heranritt. Schon brachen die feindlichen Reiter aus dem Walde hervor. Harras riss blitzschnell sein Ross herum und sprengte in den Wald hinein, während seine Knappen sich gegen die Feinde wendeten. Bald lagen sie tot oder verwundet am Boden, und die Verfolgung wurde aufgenommen. Schon hörte Harras die Verfolger hinter sich. Da sah er eine lichte Stelle im Walde. Es war der Haustein. Drüben lag seine Burg, tief unter ihm flossen die Wasser der Zschopau, und hinter ihm erschienen die Feinde – nirgends ein Ausweg! Was sollte er tun? In der größten Not empfahl Harras seine Seele Gott, gab seinem scheuenden Pferde die Sporen, und hinab ging es in die schaurige Tiefe. Der kühne Sprung gelang. Zwar kam das Ross zu Tode, aber Harras war unversehrt geblieben. Er schwamm zum anderen Ufer und dankte Gott. Dies sei im Jahre 1449 geschehen. Übrigens soll der Abdruck des Hufeisens eines sich bäumenden Pferdes noch heute im Fels zu sehen sein. Die wunderbare Rettung und die Bitten Luitgards sollen Götz bewogen haben, in eine Aussöhnung einzuwilligen. Beide, Luitgard und Harras, lebten dann lange und glücklich miteinander.
Harras unternahm daraufhin eine Wallfahrt zur Stiftskirche Ebersdorf. Zum Andenken an die glückliche Rettung hinterließ er dort ein silbernes Hufeisen. Sein Sohn Georg II. von Harras soll dieses aber 1529 gegen ein Eisernes getauscht haben.
Die mit der Sage in Zusammenhang gebrachten Personen auf der Schellenburg haben wohl nie existiert. Es ist auch nicht bekannt, dass Dietrich mit einer Luitgard vermählt war.

## Ballade von Theodor Körner

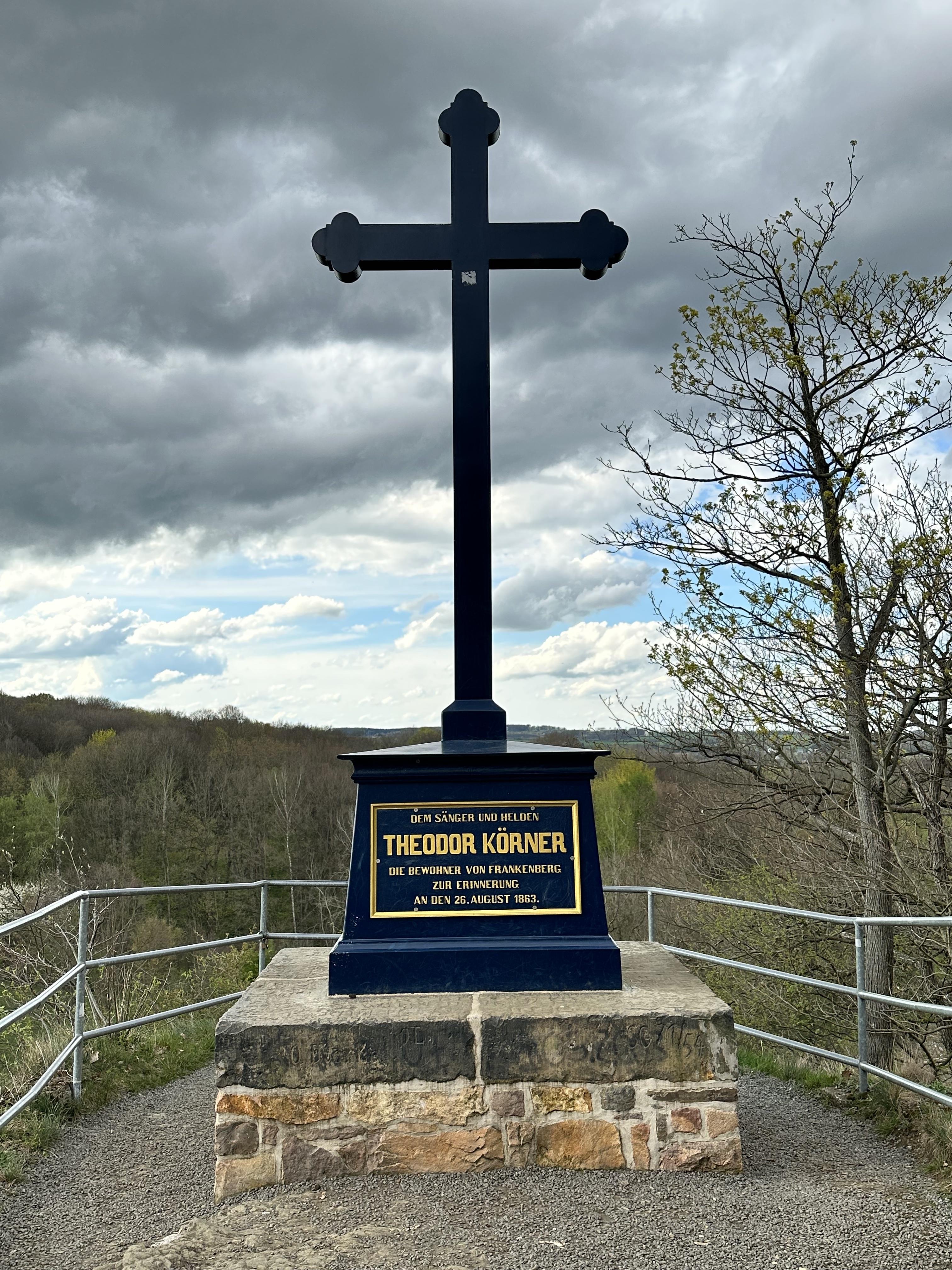
Körnerkreuz (Großansicht der Inschrift)

Aus der Ballade „Harras, der kühne Springer“ von Theodor Körner seien hier exemplarisch die erste und die letzte Strophe wiedergegeben:
I.

Noch harrte im heimlichen Dämmerlicht

Die Welt dem Morgen entgegen,

Noch erwachte die Erde vom Schlummer nicht,

Da begann sich's im Thale zu regen.

Und es klingt herauf wie Stimmengewirr,

Wie flüchtiger Hufschlag und Waffengeklirr,

Und tief aus dem Wald zum Gefechte

Sprengt ein Fähnlein gewappneter Knechte.
X.

Und der kühne, gräßliche Sprung gelingt,

Ihn beschützen höh're Gewalten;

Wenn auch das Roß zerschmettert versinkt,

Der Ritter ist wohl erhalten;

Und er theilt die Wogen mit kräftiger Hand,

Und die Seinen stehn an des Ufers Rand

Und begrüßen freudig den Schwimmer.

Gott verläßt den Mutigen nimmer.

## Harrasfelsen

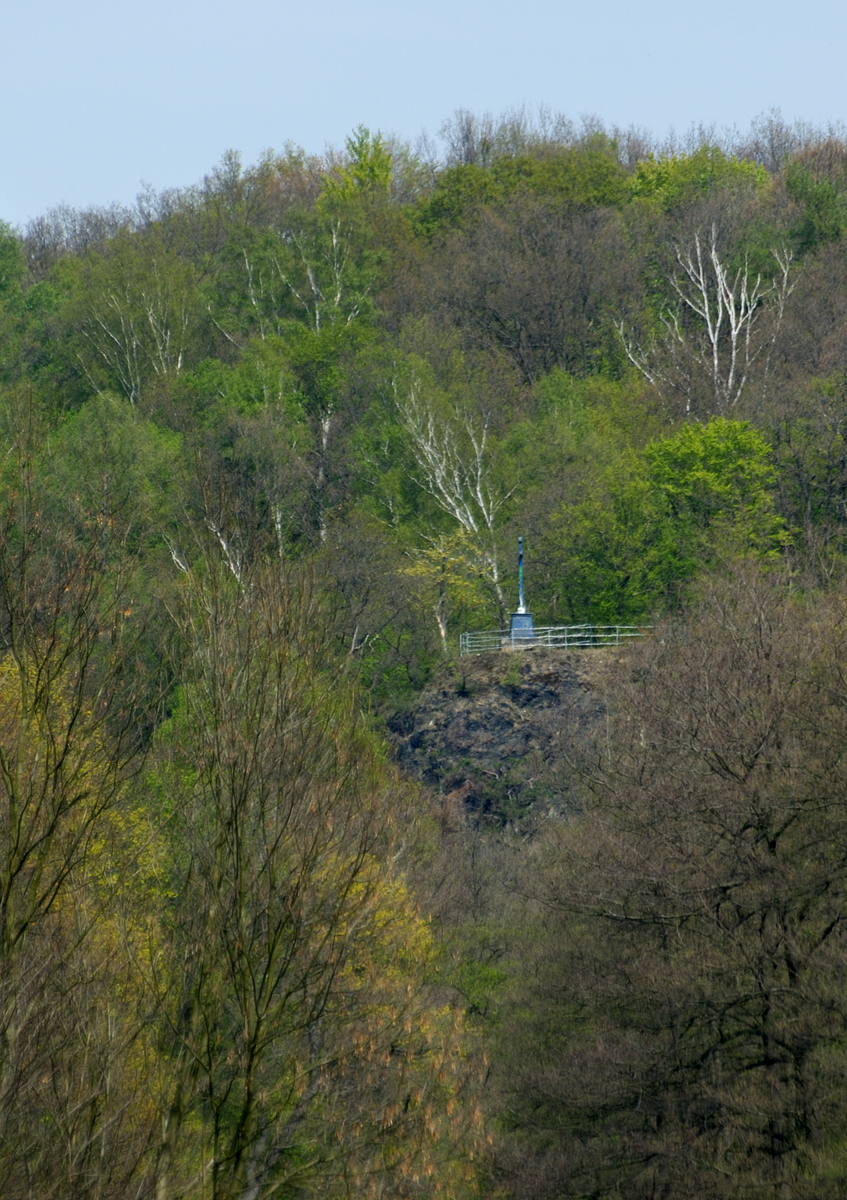
Blick auf den Harrasfelsen aus einer Entfernung von 0,9 km

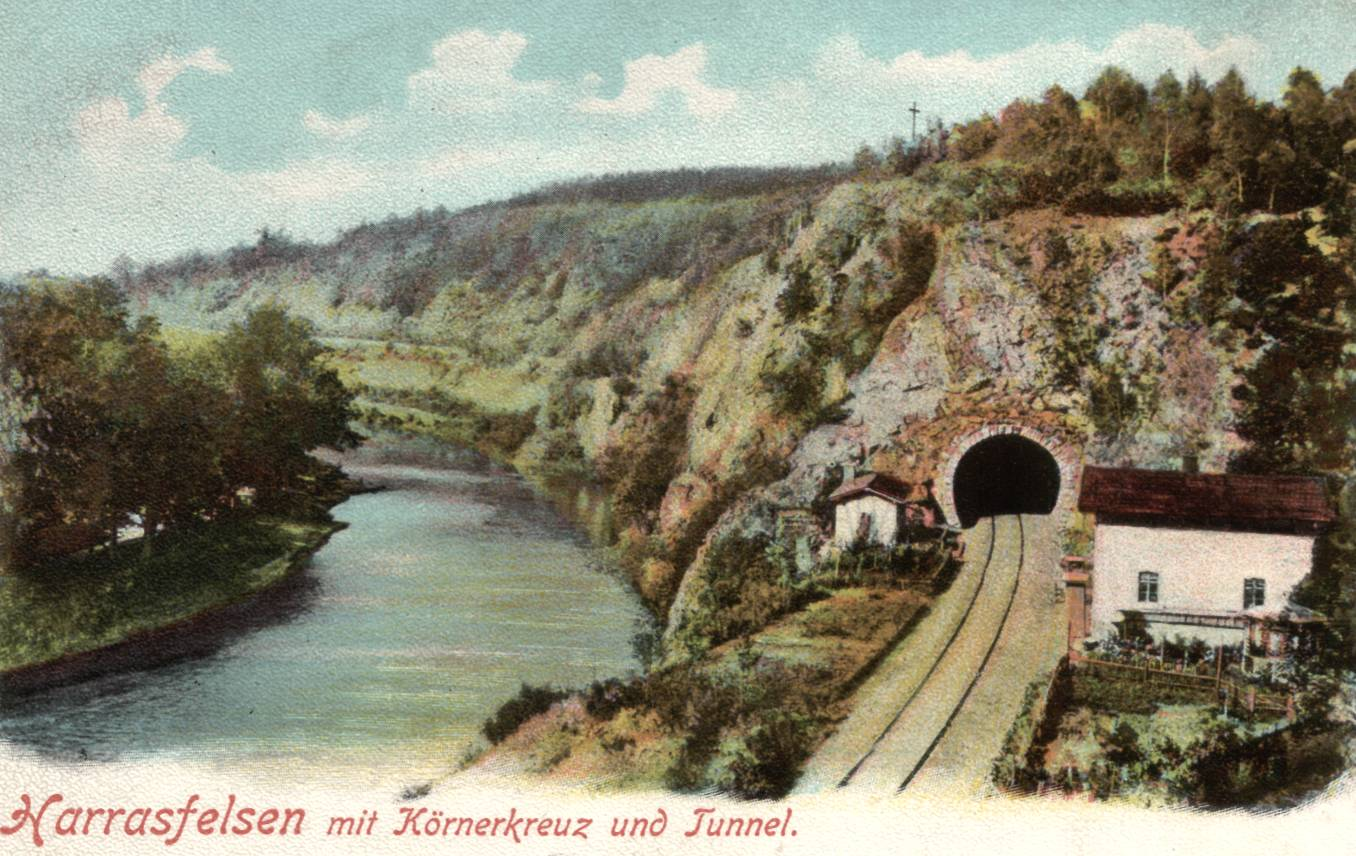
Harrasfelsen mit Körnerkreuz auf einer Postkarte vor 1905

Der in der Sage genannte Haustein im Tal der Zschopau ist heute als Harrasfelsen bekannt. Er liegt im Ortsteil Altenhain der Stadt Frankenberg/Sa.
Der Harrasfelsen kann von Westen über einen Anstieg mit 111 Stufen bestiegen werden. Von Osten führt ein weiterer Wanderweg etwas flacher hierher.
Das Körnerkreuz zur Erinnerung an Theodor Körner wurde durch die Stadt Frankenberg/Sa. auf Initiative des Ortschaftsrates Altenhain sowie des Kunst- und Kulturvereines Frankenberg/Sa. e.V. restauriert (gefördert mit Steuermitteln auf der Grundlage des von den Abgeordneten des Sächsischen Landtages beschlossenen Haushaltes).
In einem 86 Meter langen Tunnel durchquert die Bahnstrecke Roßwein–Niederwiesa den Fels. Am 14. Dezember 1913 ereignete sich am Südportal des Tunnels ein Eisenbahnunfall, bei dem 10 Personen starben, nachdem ein Zug in abgestürzte Gesteinsmassen des Harrasfelsens gefahren war.